# جوني جورمان
جوني جورمان (بالإنجليزية: Johnny Gorman)‏ (26 أكتوبر 1992 بشفيلد في المملكة المتحدة - ) هو لاعب كرة قدم بريطاني في مركز الوسط. شارك مع منتخب أيرلندا الشمالية تحت 16 سنة لكرة القدم ومنتخب أيرلندا الشمالية تحت 17 سنة لكرة القدم ومنتخب أيرلندا الشمالية تحت 19 سنة لكرة القدم ومنتخب أيرلندا الشمالية تحت 21 سنة لكرة القدم ومنتخب أيرلندا الشمالية لكرة القدم. أما مع النوادي، فقد لعب مع كامبريدج يونايتد وماكليسفيلد تاون ومانشستر سيتي ومانشستر يونايتد ونادي بليموث أرجايل ونادي ساوثبورت ونادي ليتون أورينت ووولفرهامبتون واندررز وتيلفورد يونايتد ونادي بارو.

## وصلات خارجية
- جوني جورمان على موقع قاعدة بيانات كرة القدم.إي يو (الإنجليزية)
- جوني جورمان على موقع ناشيونال فوتبول تيمز (الإنجليزية)
- جوني جورمان على موقع Soccerbase.com (لاعب) (الإنجليزية)
- جوني جورمان على موقع Soccerway.com (الإنجليزية)
- جوني جورمان على موقع عالم كرة القدم.نت (الإنجليزية)